# Friedrich August Kanne
Friedrich August Kanne (8. března 1778, Delitzsch – 16. prosince 1833, Vídeň) byl rakouský skladatel, muzikolog a hudební kritik.

## Život
Kanne se narodil v saském městě Delitzsch. Nejprve studoval medicínu a teologii v Lipsku a Wittenbergu. Jeho sklony byly ale více umělecké a realizoval se až při studiích literatury a hudby v sídelním saském městě Drážďanech. Jeho učitelem byl Christian Ehrengott Weinlig. V Sasku po studiích rok působil ve službách sasko-anhaltského vévody, ale poté jeho kroky vedly do středoevropského uměleckého centra. V roce 1804 přesídlil do Vídně, kde se stal učitelem hudby v lobkowickém domě. Základem pro jeho vídeňské působení byl mecenát Josefa knížete z Lobkowicz. Navázal kontakt s Josephem Haydnem, přátelil se s Ludwigem Beethovenem a dalšími veličinami tehdejšího rakouského uměleckého světa. Ve Vídni, která byla hudbě a umění zaslíbená, se vypracoval v předního hudebního kritika a v letech 1821-1824 byl vydavatelem Vídeňských všeobecných hudebních novin (Wiener allgemeinen musikalischen Zeitung). Hudební kritika v jeho podání byla mnohostranná. Nepsal jen odborné statě, ale i fejetony, humoristická pojednání se zaměřením na hudbu apod. Vedle hudební kritiky a popularizace muziky byl i aktivním tvůrcem (např. opery Orpheus, Miranda apod.). Poslední roky jeho života byly poznamenány chudobou a alkoholismem.

## Dílo
Krom Orphea a Mirandy napsal Kanne i další operní kusy, např. Die Belagerten (1813), Německý smysl (1813), Dobrá zpráva (1814), Železná žena (1822), Malvina (1823) ad. Ve své době patřil k publikem velmi oblíbeným skladatelům.